# TuS Koblenz
TuS Koblenz er en tysk fodboldklub fra Rhin-byen Koblenz, der i øjeblikket ligger i 3. Liga. Klubben har aldrig spillet i den bedste tyske række.

## Historie
Klubben blev grundlagt i 1911 under navnet FC Deutschland, men allerede i 1919 skiftede den første gng navn til FV Neuendorf. I 1934 skiftede den navn il TuS Neuendorf.
Klubben spillede længe i de lavere rækker, og da Bundesliga-systemet blev indført i 1963, blev den placeret i tredjebedste rækker og både i 1968 og 1969 var klubben tæt på en plads i 2. Bundesliga. I 70'erne gik det dog betydeligt dårligere for klubben, der rykkede ned flere gange.
I 1982 skiftede klubben navn til TuS Koblenz, men 80'erne var generelt et skidt årti for klubben. I 1994 rykkede den op i fjerdebedste række, og 10 år senere i 2004 til Regionalliga Süd (tredjebedste række). I 2006 rykkede klubben igen op og blev således for første gang professionel. Klubben spiller nu i 3. Liga.

## Resultater

### Titler
Ingen

## Kendte spillere
- Ferydoon Zandi
- Dragan Bogavac

## Danske spillere
Ingen pt.